# Totolapa
Totolapa è un comune del Messico, situato nello stato di Chiapas.